# Der grüne Bogenschütze (Roman)

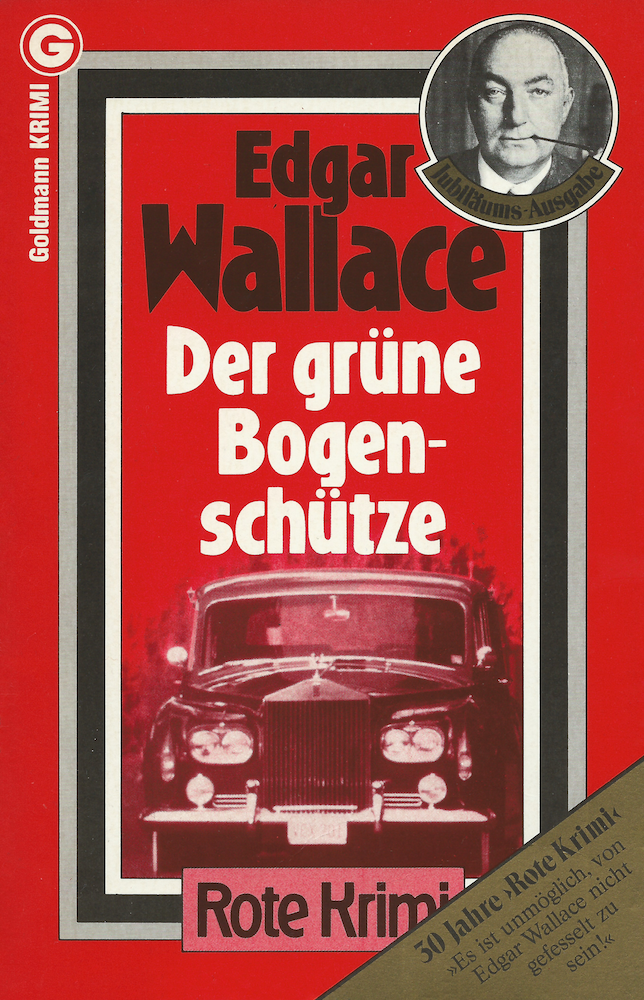
Der grüne Bogenschütze, Cover der Jubiläumsausgabe „30 Jahre Rote Krimis“, 1982

Der grüne Bogenschütze (englischer Originaltitel: The Green Archer) ist ein Kriminalroman des britischen Schriftstellers Edgar Wallace aus dem Jahr 1923. Das Buch gehört zu den bekanntesten Romanen des Autors und wurde 1961 unter dem gleichen Titel verfilmt. Im Mittelpunkt des Romans steht die Suche nach dem geheimnisvollen grünen Bogenschützen sowie nach einer verschollenen Frau.

## Inhalt

### Allgemeines und formaler Aufbau
Der Roman Der grüne Bogenschütze ist durchweg fiktiv. Er umfasst in der deutschen Taschenkrimi-Ausgabe 192 Seiten und ist in 60 durchnummerierte Kapitel aufgeteilt, die keine eigenen Titel haben. Das gesamte Buch wird aus der Position eines allwissenden Erzählers in der Vergangenheitsform wiedergegeben. Die Geschichte spielt in London sowie in dem fiktiven Vorort Garre mit dem Castle Garre und Lady’s Manor, wobei die Handlungsorte abhängig von den betrachteten Personen wechseln. Die Hauptstränge der Handlung begleiten die verschiedenen Protagonisten, vor allem den Reporter Spike Holland, den Kommissar Jim Featherstone, den Geschäftsmann Abel Bellamy, den Kleinkriminellen und Verwalter Julius Savini und dessen Frau Fay sowie Mrs. Valerie Howett, die ihre verschollene Mutter sucht. Zugleich steht Suche nach der Identität des geheimnisvollen grünen Bogenschützen im Mittelpunkt, der die Legenden und Geistergeschichten um einen im Hundertjährigen Krieg wegen Wilderei hingerichteten Bogenschützen als Vertuschung seiner Identität nutzt, im Zentrum des Romans.

### Handlung

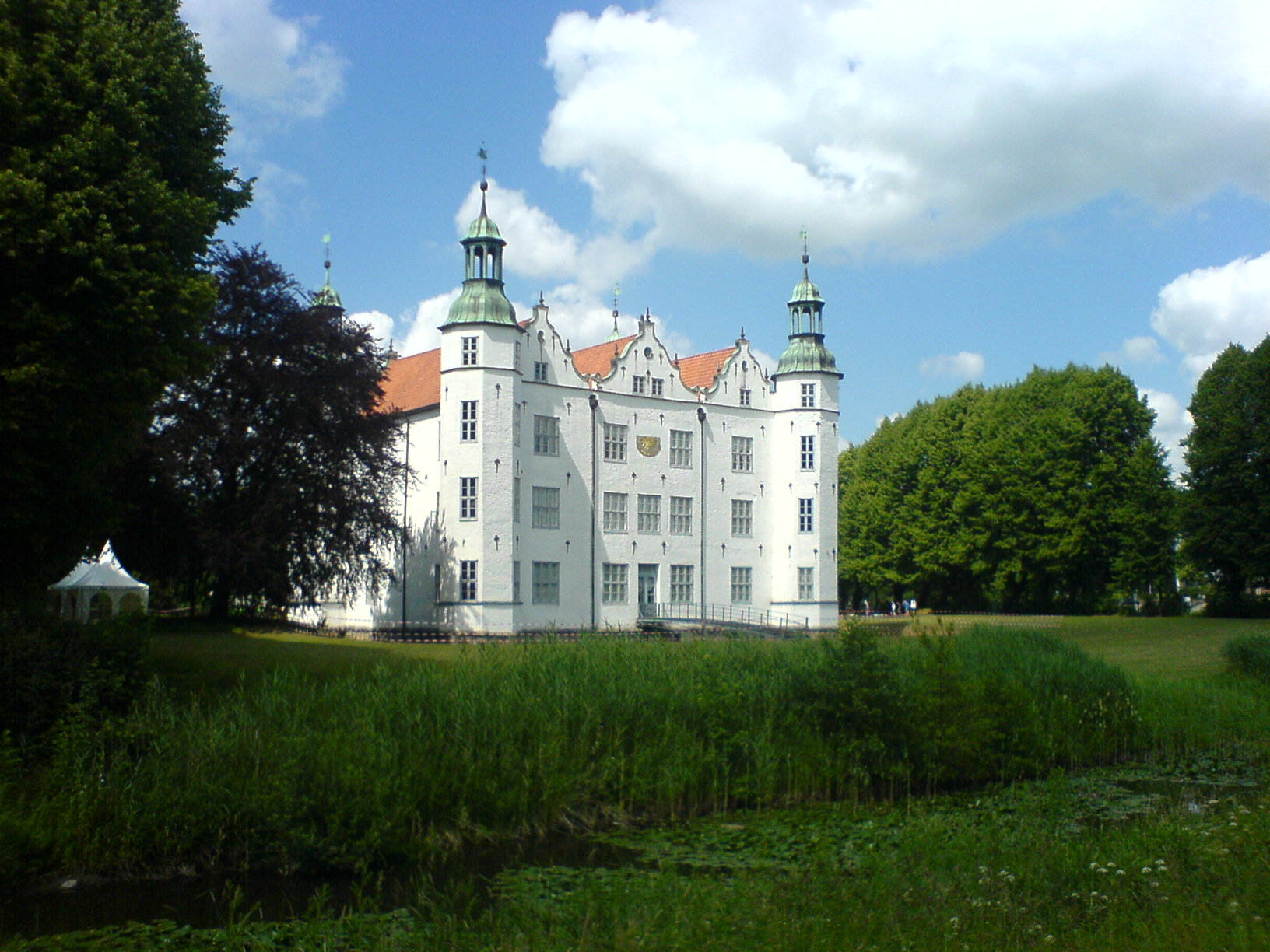
In der Verfilmung von 1961 wurde Schloss Ahrensburg im südlichen Schleswig-Holstein als „Garre Castle“ genutzt

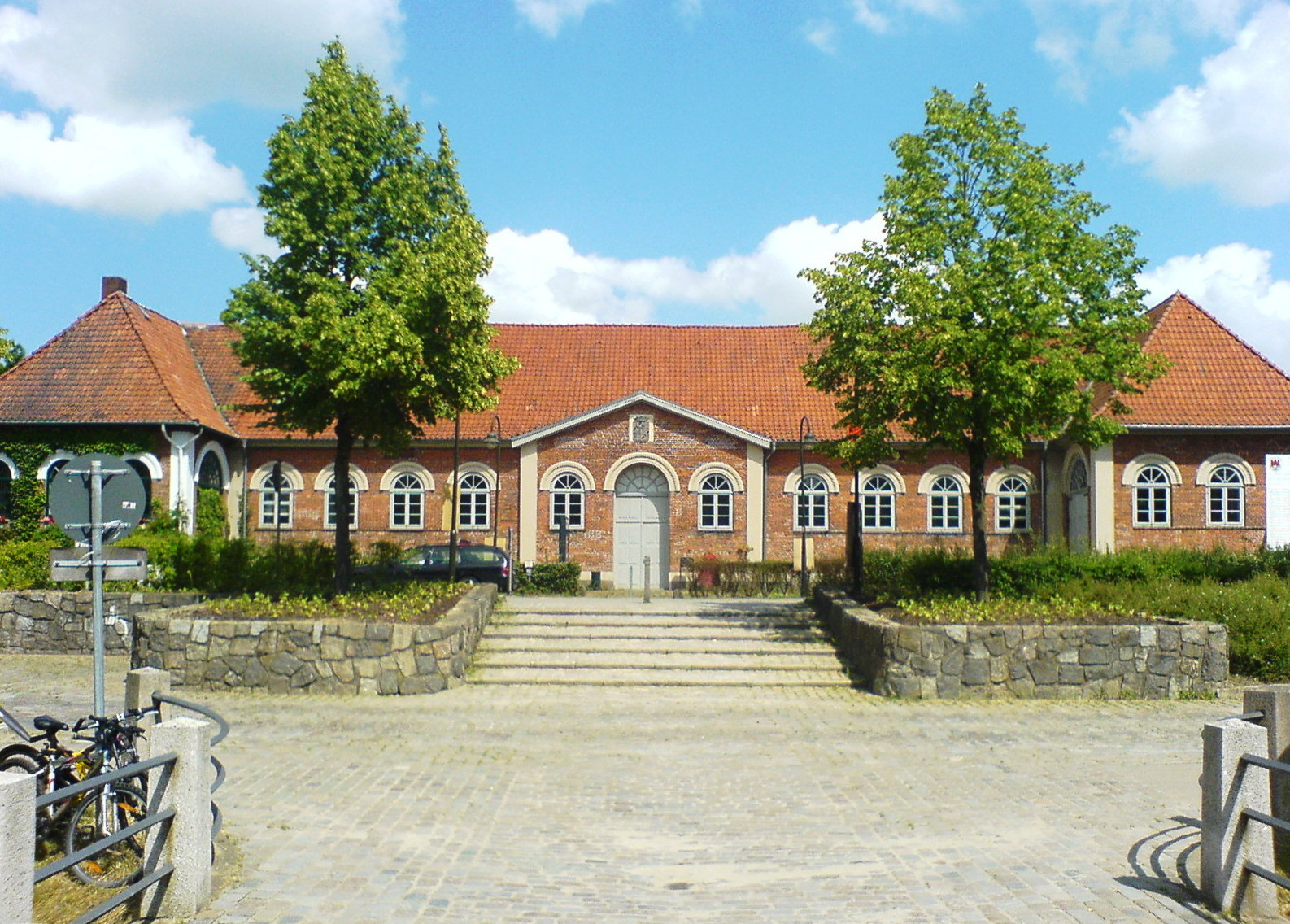
Der Marstall von Schloss Ahrensburg wurde im Film zu „Lady’s Manor“

Der Roman beginnt damit, dass der Reporter Spike Holland versucht, aus der mehrfach berichteten Erscheinung des geheimnisvollen grünen Bogenschützen im Garre Castle, das der amerikanische Geschäftsmann Abel Bellamy bewohnt, eine Story für seine Zeitung zu schreiben. Zudem berichtet er über den Geschäftsmann John Wood, der in Belgien lebt und in einem privaten Programm Kindergärten aufbaut. Bei einem Interview mit Wood in einem Londoner Hotel lernt er den ebenfalls aus den Vereinigten Staaten stammenden Mr. Howett und dessen Tochter Valerie kennen, die nach London gekommen sind. Begleitet werden sie von Jim Featherstone, Kommissar beim Scotland Yard. Da auch Bellamy in dem Hotel wohnt, will er ihn über die Gerüchte zum grünen Bogenschützen befragen, gerät jedoch in einen Streit zwischen Bellamy und Mr. Creager, einem ehemaligen Gefängniswärter, der von Bellamy verjagt wird. Zum Bogenschützen befragt bezeichnet Bellamy die Geschichte als Märchen und wimmelt den Reporter ab. Kurz darauf spricht dieser mit Valerie Howett, die auf der Suche nach einer verschwundenen Frau, Mrs. Elaine Held, ist und Holland bittet, ihr bei der Suche zu helfen.
Kurze Zeit später versucht Holland, Mr. Creager zu besuchen, um Hintergründe zu dem Streit zu erfahren. Er findet diesen ermordet im Garten seines Hauses. in seiner Brust steckt ein grüner Pfeil. Nachdem Holland die Polizei verständigt hat, findet er im Garten einen zweiten Pfeil unter einem Baum. Er berichtet der Polizei von dem Streit mit Bellamy und Kommissar Featherstone stellt diesen aufgrund der Aussage zur Rede, Bellamy antwortet jedoch ausweichend und schiebt vor, dass Creager Geld von ihm haben wollte. Holland erfährt später, dass eine junge Frau gesehen wurde, die mit einem Taxi zum Anwesen Creagers gefahren sein soll. Er beginnt damit, Nachforschungen anzustellen, wird jedoch von Featherstone gebeten, diese einzustellen, da es sich bei der Dame um Valerie Howett handelte und er diese nicht in die Geschichte hineinziehen wolle. Er selbst überwacht Valerie Howett, um sie zu schützen.

In Garre Castele taucht zwischenzeitlich erneut der grüne Bogenschütze auf und wird von Bellamy gesehen und angeschossen, ehe er verschwinden kann. Er hinterlässt ein blutgetränktes Damentaschentuch mit den Initialen „V. H.“, das von Julius Savini, dem Sekretär von Bellamy und ehemaligen Kleinkriminellen, gefunden wird. Bellamy schafft sich zum Schutz gegen den Bogenschützen große Wachhunde an, die er nachts frei im Haus laufen lässt. Spike Holland konfrontiert ihn kurze Zeit später mit einem an Bellamy adressierten Brief, der bei dem toten Creager aufgefunden wurde: 

„Mr. Abel Bellamy - der Gefangene Z., den ich zu betreuen habe, ist als hitziger Bursche bekannt. Ich glaube, daß ich ausführen kann, was Sie mir bei unserem letzten Zusammentreffen aufgetragen haben. Aber Sie müssen mich gut bezahlen, ...“

 Bellamy leugnet die Kenntnis des Briefes. Kurze Zeit später entlässt er seinen Hausmeister, der ihn auf einen potenziellen Fehler der Gasrechnung hinweisen möchte, als zu neugierig. Valerie Howett überredet derweil ihren Vater, das an das Grundstück von Garre Castle angrenzende Lady’s Manor, das ursprünglich für eine Geliebte eines Schlossherrn gebaut wurde, zu kaufen und dort einzuziehen. Ihr eigentliches Ziel ist jedoch, im Garre Castle nach Elaine Held zu suchen. Zudem bezahlt sie Julius Savini für Informationen über Abel Bellamy und Garre Castle; bei einem Treffen mit ihm in einer Londoner Absteige werden sie von Julius Frau Fay überrascht und es kommt zum Streit.

Durch Zufall erfährt Bellamy kurze Zeit darauf, dass die Howetts seine neuen Nachbarn sind. Er bittet Spike Holland zu sich und beauftragt ihn, Valerie Howett in das Schloss zu bringen. Jim Featherstone hatte sich derweil als neuer Hausmeister einstellen lassen und begann damit, systematisch die Burg und die Umgebung zu untersuchen. Während er am Abend Thermometer platziert, um die Bodentemperaturen um die Burg zu messen, dringt Valerie Howett in den Garten von Garre Castle ein und wird von Bellamy gesehen und für den Bogenschützen gehalten. Er hetzt die Hunde auf den Eindringling und Featherstone versucht, Valerie einzuholen und sie zu beschützen – kurz bevor der erste Hund jedoch bei ihr ist, erscheint der grüne Bogenschütze und tötet ihn mit einem Pfeil. Valerie bricht bewusstlos zusammen und erwacht am nächsten Morgen in ihrem Bett in Lady’s Manor. Gemeinsam mit Holland besucht sie Bellamy und konfrontiert ihn mit dem Vorwurf, dass er wisse, wo sich ihre Mutter Elaine Held aufhält und dass er sie als Baby von ihrer Mutter entführt habe. Er bestreitet alle Vorwürfe: 

„Nein, ich habe keine Ahnung, wo sich Ihre Mutter aufhält. Aber selbst wenn ich es wüßte, würde ich es Ihnen nicht sagen. [...] Lassen Sie es sich gesagt sein - die meisten Menschen, deren Spuren sich verloren haben, weilen nicht mehr unter den Lebenden. Es gibt kein besseres Versteck als das Grab.“

 Kurz darauf klären Valerie und Mr. Howett den Kommissar Featherstone über die Geschichte auf. Demnach wurde Valerie als kleines Kind von Bellamy an die Howetts gegeben, als diese nach einem Adoptivkind suchten. Später fand Valerie Indizien, dass sie nicht die Tochter der Howetts ist und dass ihre tatsächliche Mutter verschwunden ist. Wenige Tage später gibt Featherstone seine Tarnung als Hausmeister auf und konfrontiert Bellamy mit dem Vorwurf, Elaine Held auf seinem Schloss gefangen zu halten. Er ordnet eine Hausdurchsuchung an, die jedoch erfolglos bleibt. Als er später wiederkommt und seine Thermometer prüft, stellt er eine warme Stelle im Boden fest und vermutet dort das Gefängnis von Elaine Held. Diese wird dort tatsächlich von Bellamy festgehalten, der sich dafür rächt, dass sie ihn nicht heiraten wollte und seinen im Krieg verstorbenen Bruder vorgezogen hatte. Elaine Held gelingt kurz darauf die Flucht mit Hilfe des grünen Bogenschützen.
Bellamy schickt außerdem nach dem Clubbetreiber und Kriminellen Coldharbour Smith, der ihn kurze Zeit später besucht. Bei einem Besuch von Featherstone in dessen Club „Der Goldene Osten“ versucht dieser, Featherstone überfallen zu lassen, was misslingt. Mit den Kapitän eines südamerikanischen Frachters bespricht er sich, um Valerie Howett zu entführen und außer Landes zu schaffen. Für diesen Plan will er auch Fay, die Frau von Julius Savini, gewinnen, was diese und ihr Mann jedoch ablehnen. Fay berichtet Featherstone von den Plänen, dieser kommt jedoch zu spät um einzugreifen. Valerie wird von einem Mann entführt, der sich als Polizist ausgibt und ihr sagt, dass Featherstone ihre Mutter gefunden habe. Savini sieht das Fahrzeug von Lady’s Manor losfahren und schwingt sich auf den Kofferträger des Fahrzeugs, das Valerie zu Hafen und auf die „Contessa“ bringt. Bei einer Durchsuchung des Schiffes durch die Polizei, die einen entsprechenden Tipp bekam, kann sie jedoch nicht gefunden werden. Savini versucht, sie zu befreien, wird dabei jedoch selbst erwischt und festgesetzt. Kurze Zeit später werden Valerie und Savini von den grünen Bogenschützen befreit, der Coldharbour Smith auf dem Schiff tötet. Valerie und Savini fliehen zu Polizei.
Gemeinsam mit seiner Frau Fay kehrt Julius Savini später zu Garre Castle zurück und Bellamy lockt sie in das Verlies unter seiner Bibliothek. Kurz darauf gelingt es ihm, nach einer Finte auch Featherstone in einem Verlies unter der Küche festzusetzen. Holland und Valerie benachrichtigen die Polizei, die in Mannschaftsstärke eintrifft und in Garre Castle eindringen wollen. Sie werden jedoch durch Sen, den Chauffeur von Bellamy, beschossen und können nicht vordringen. Bellamy lässt kurz darauf erneut Valerie entführen, diesmal durch den Handlanger Lacy im Kostüm des grünen Bogenschützen, und durch einen unterirdischen Gang nach Garre Castle bringen. Er sperrt sie ebenfalls in das Versteck und öffnet die Hauptwasserleitung, um die Keller zu fluten und die Gefangenen versuchen, sich auf den Treppenabsatz zu retten. Kurz darauf erscheint der grüne Bogenschütze bei Bellamy und tötet ihn, danach öffnet er die Falltür und verschwindet. Die Gefangenen werden von der Polizei befreit. Kurz darauf trifft Featherstone auf Mr. Howett, Elaine Held sowie John Wood und erfährt, dass dieser der leibliche Bruder von Valerie und Sohn von Abel Bellamys Bruder ist. Er war die Person, die von Creager im Gefängnis gefoltert wurde und zugleich war er auch der grüne Bogenschütze. Featherstone beschließt, diesen Fall nicht weiter aufzuklären und auch nicht an Holland für die Presse weiterzugeben. Stattdessen möchte er Valerie heiraten und auch Mr. Howett hofft, dass Elaine Held seinen Antrag nicht ablehnt.

## Rezeption

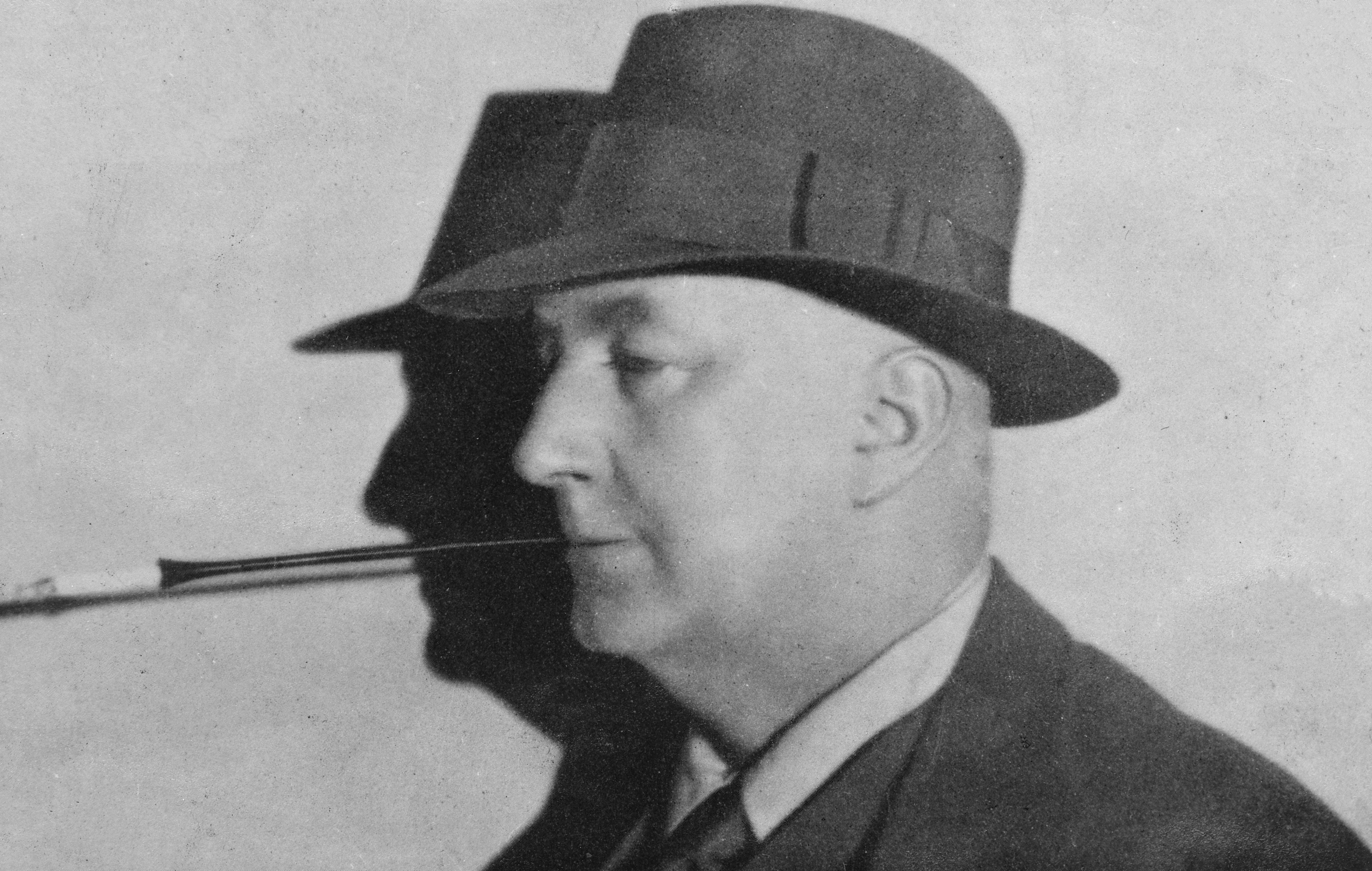
Edgar Wallace (1928)

Filmlogo Der grüne Bogenschütze (1961)

Das Buch gehört zu den bekanntesten Romanen des Autors und wurde in mehrere Sprachen übersetzt. In Großbritannien erschien The Green Archer zuerst als Serie in 14 Teilen im The Detective Magazine vom 20. Juli bis 23. Oktober 1924. In Deutschland wurde der Roman in einer Übersetzung von Karl Siegfried Döhring unter dem Pseudonym Ravi Ravendro als deutsche Erstausgabe im Jahr 1928 beim Wilhelm Goldmann Verlag in Leipzig veröffentlicht. In der Reihe „Goldmann Taschenkrimi“ (später als Rote Krimis bekannt) erschien er als Übersetzung von Gregor Müller mit der Ausgabenummer 150 in der 1. Auflage 1958. Später erschienen zahlreiche Neuauflagen und Ausgaben des Romans, teilweise gemeinsam mit anderen Romanen in einem Band.
Der Roman wurde mehrfach verfilmt. 1925 erschien The Green Archer in einer amerikanischen Verfilmung als Pathé-Produktion unter der Regie von Spencer Gordon Bennet und nach einem Drehbuch von Frank Leon Smith, in Deutschland wurde der Film als Der Polizeispitzel von Chicago veröffentlicht. Ein weiteres Mal wurde der Roman 1940 als Serial in 15 Episoden von James W. Horne für Columbia Pictures verfilmt.
1961 wurde der Roman ein drittes Mal verfilmt, diesmal durch den deutschen Regisseur Jürgen Roland unter dem Titel Der grüne Bogenschütze. Er war Teil einer Serie von insgesamt 32 Edgar-Wallace-Filmen der dänischen Filmfirma Rialto Film im Auftrag der Constantin Film, die der Verfilmung und dem Publikumserfolg von Der Frosch mit der Maske folgten. Hauptdarsteller für Der grüne Bogenschütze waren unter anderen Klausjürgen Wussow als Inspektor Featherstone, Karin Dor als Valerie Howett, Gert Fröbe als Abel Bellamy und Eddi Arent als Spike Holland.

## Ausgaben

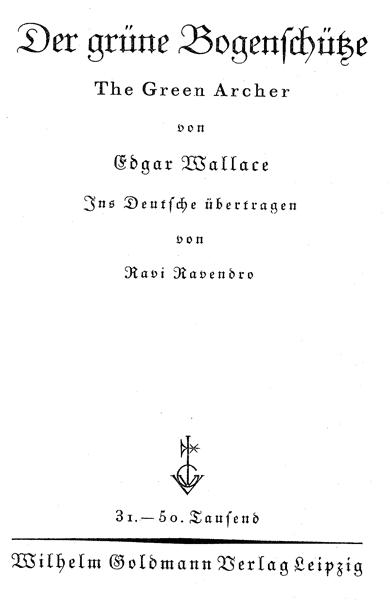
Titelblatt der deutschen Erstausgabe

Auswahl deutschsprachiger Ausgaben
- Der grüne Bogenschütze. Ins Deutsche übertragen von Ravi Ravendro. Wilhelm Goldmann Verlag, Leipzig o. J. [1928]
- Der grüne Bogenschütze. Übersetzer Ravi Ravendro. Schweizer Druck- und Verlagshaus, Zürich [1952]
- Der Grüne Bogenschütze. Wilhelm Goldmann Verlag München, 1958 (Goldmann Taschenkrimi 150)
- Der Rächer & Die Blaue Hand & Der Grüne Bogenschütze. Deutsche Hausbücherei, Hamburg 1962
- Der grüne Bogenschütze. 15. Auflage (Jubiläumsausgabe 30 Jahre Rote Krimis), Wilhelm Goldmann Verlag, München 1982
- Der Dieb in der Nacht / Der Grüne Bogenschütze / Der Rächer Buch und Zeit, Köln 1983
- Die vier Gerechten / Der grüne Bogenschütze / Die toten Augen von London. Edgar Wallace Sammelband 4. Heyne Verlag, München 1983
- Der grüne Bogenschütze. 23. Auflage (Edgar Wallace Jubiläumsausgabe Nr. 31), Wilhelm Goldmann Verlag München, 1990
- Der grüne Bogenschütze. (Blaue Krimis). Heyne Verlag, München 1993
- Der grüne Bogenschütze. Wilhelm Goldmann Verlag, München 2000
- Der Frosch mit der Maske / Das Gasthaus an der Themse / Der grüne Bogenschütze. Goldmann Verlag, München 2006, ISBN 3-442-05538-5.
- Der grüne Bogenschütze. Air Play-Entertainment Gm Jun 2007 (Hörbuch)
- Hier spricht Edgar Wallace: Der Frosch mit der Maske & Der grüne Bogenschütze. Hörbuch, gelesen von Peer Augustinski. (Reihe: Krimi-Klassiker). paletti, Köln & Random House Audio, 2012

## Belege
1. ↑  Edgar Wallace: Der grüne Bogenschütze. Auflage VIII, Goldmann Taschenkrimi, o. J.; S. 49.
2. ↑  Edgar Wallace: Der grüne Bogenschütze. Auflage VIII, Goldmann Taschenkrimi, o. J.; S. 87.
3. ↑  „Green Archer, The (Film I).“ In: Joachim Kramp, Jürgen Wehnert: Das Edgar-Wallace-Lexikon. Leben - Werk - Filme. Schwarzkopf & Schwarzkopf, Berlin 2004; S. 274–275. ISBN 3-89602-508-2.
4. ↑  „Green Archer, The (Film II).“ In: Joachim Kramp, Jürgen Wehnert: Das Edgar-Wallace-Lexikon. Leben - Werk - Filme. Schwarzkopf & Schwarzkopf, Berlin 2004; S. 275–276. ISBN 3-89602-508-2.
5. ↑  Der grüne Bogenschütze in der Internet Movie Database (englisch)
6. ↑  „Grüne Bogenschütze, Der (Film).“ In: Joachim Kramp, Jürgen Wehnert: Das Edgar-Wallace-Lexikon. Leben - Werk - Filme. Schwarzkopf & Schwarzkopf, Berlin 2004; S. 284–287. ISBN 3-89602-508-2.